# Абдулово (Куюргазинский район)
Абдулово (баш. Абдул) — село в Куюргазинском районе Башкортостана России. Входит в состав Якшимбетовского сельсовета. Живут татары, башкиры (2002).

## География
Стоит на реке Малая Куюргаза.
Географическое положение
Расстояние до:
- районного центра (Ермолаево): 27 км,
- центра сельсовета (Якшимбетово): 12 км,
- ближайшей ж/д станции (Ермолаево): 27 км.

## История
Основано в Бурзянской волости Оренбургского уезда под названием Бэбэке. Известна с 1840‑х годов.  
До 2008 года село являлось центром Абдуловского сельсовета.

## Население
| 2002 | 2009 | 2010 |
| ---- | ---- | ---- |
| 398  | ↗448 | ↘408 |

историческая численность населения
В 1866  в 66 дворах проживало 508 человек.

## Инфраструктура
Жители с 19 века занимаются  скотоводством, земледелием. 
До прихода советской власти была мечеть. В 1900 зафиксированы также медресе, водяная мельница.
В советское время построены средняя школа, детсад, фельдшерско-акушерский пункт, ДК, библиотека.
Обелиск воинам, павшим в Великой Отечественной войне 1941—1945 гг.

## Транспорт
Доступна деревня автотранспортом. Остановка общественного транспорта «Абдулово».